# Guerre russo-persane de 1722-1723
Pour les articles homonymes, voir Guerres russo-persanes.
Guerres russo-persanes
La guerre russo-persane de 1722-1723, connue dans l'histoire russe comme la campagne persane de Pierre le Grand, est une guerre entre la Russie et la Perse (Iran). Elle a été déclenchée par le tsar pour essayer d'étendre l'influence russe dans les régions de la mer Caspienne et de la Transcaucasie, et pour empêcher que son rival, l'Empire ottoman, ne gagne de nouveaux territoires dans cette région aux dépens des Séfévides alors sur le déclin.

## Préparation
Avant la campagne, Pierre Ier de Russie conclut une alliance avec le roi géorgien Vakhtang VI de Karthli et avec le Catholicos d'Arménie Astvatzatour Ier de Hamadan. Ces dirigeants chrétiens sont en quête d'une aide russe dans leur lutte contre les deux puissances expansionnistes musulmanes : l'Empire ottoman et la Perse. 

## Campagne

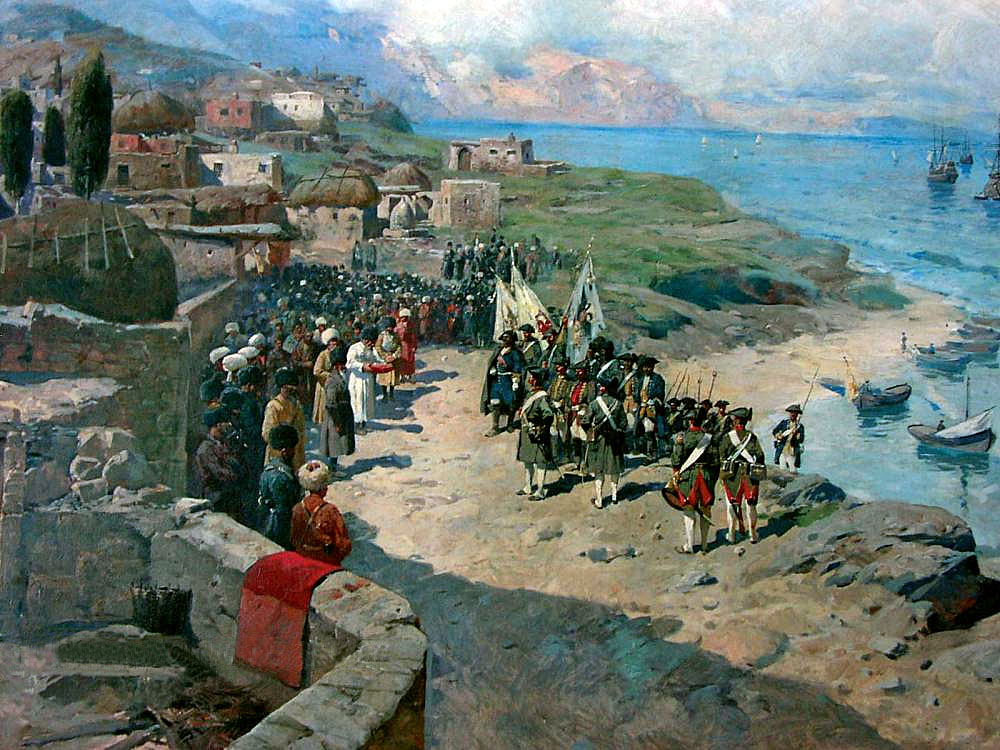
Pierre le Grand dans la ville de Tarki, alliée de la Russie lors de la guerre.

En juillet 1722, l'Armée impériale, qui compte environ 22 000 hommes, embarque sur des bateaux nouvellement construits de la Flotte caspienne menée par l'amiral Fiodor Apraxine d'Astrakhan. Ils sont rejoints plus tard par environ 22 000 cavaliers et des Cosaques marchant par route depuis Tsaritsyne. L'orientaliste Dimitrie Cantemir est associé à l'expédition en tant que drogman et est chargé, grâce à une presse mobile avec des caractères arabes, une première du genre, de l'édition de tracts pour s'attirer les bonnes grâces des populations de Derbent et Bakou. Le 23 août 1722, les armées russes capturent Derbent dans le sud du Daghestan. Cependant, durant l'automne de cette année des tempêtes sur la mer Caspienne forcent Pierre le Grand à retourner à Astrakhan, quittant la garnison russe installée à Derbent et à Svyatoy Krest. En septembre 1722, Vakhtang VI établit son camp à Gandja avec une armée combinée géorgio-arménienne de 40 000 hommes pour joindre l'expédition russe puis, après avoir reçu la nouvelle du départ de Pierre le Grand, rentre à Tbilissi en novembre.
En décembre 1722, les armées navales et terrestres russes, sous le commandement du général Mikhaïl Matiouchkine (en), s'emparent de Rasht, puis procèdent à la prise de Bakou en juillet 1723. Le succès militaire russe et l'invasion ottomane des possessions perses dans le Caucase du sud au printemps 1723 forcent le gouvernement de Tahmasp II à signer le traité de paix de Saint-Pétersbourg qui voit Derbent, Bakou et les provinces perses du Chirvan, du Gilan, du Mazandéran et d'Astrabad passer aux Russes le 12 septembre 1723. 
À la veille de la guerre russo-turque de 1735-1739, le gouvernement de l'impératrice Anne Ire de Russie rétrocède tous les territoires annexés à la Perse dans le but d'établir une alliance avec les Perses contre les Ottomans.

## Annexes

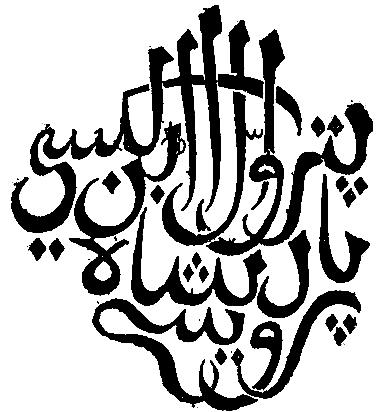
Dimitrie Cantemir, Tuğra initial du tract d'Astrakhan intitulé Manifeste de S.M. l'Emp[ereur] Pierre Ier en Perse, fait par le prince Cantemir, 1722, manuscrit, Académie de Berlin, cote T v. 3, p. 77-78; Texte en turc ottoman : « Petroo ibn al-Aleksi pādišah-i Rus », « Pierre fils d'Aleksej, empereur des Russes »